# Новотимошкино
Новотимо́шкино (рос. Новотимошкино, башк. Яңы Тимешкә) — присілок у складі Аургазинського району Башкортостану, Росія. Входить до складу Ісмагіловської сільської ради.
Населення — 144 особи (2010; 204 в 2002).
Національний склад:
- татари — 91%